# The Adventurer (album)
| Recensione | Giudizio |
| ---------- | -------- |
| AllMusic   | [ 1 ]    |

The Adventurer è un album discografico di Clifford Jordan, pubblicato dall'etichetta discografica Muse Records nel 1980.

## Tracce
Lato A
1. He's a Hero – 5:15 (Clifford Jordan)
2. Quasimodo – 7:07 (Chas C. Parker)
3. No More – 4:45 (Tutti Camarata, Bob Russell)

Lato B
1. Blues for Muse – 5:05 (Clifford Jordan)
2. Adventurer – 6:45 (Clifford Jordan)
3. I'll Be Around – 5:56 (Alec Wilder)

## Musicisti
- Clifford Jordan - sassofono tenore, sassofono alto, flauto
- Tommy Flanagan - pianoforte
- Bill Lee - contrabbasso
- Grady Tate - batteria

Note aggiuntive
- Franklin Fuentes - produttore
- Registrazioni effettuate il 9 febbraio 1978 al CI Recording di New York
- Elvin Campbell - ingegnere delle registrazioni
- Clarence Eastmond - fotografia copertina album
- Ron Warwell - design copertina album[2]